# Trang web tĩnh

Một trang web tĩnh được gửi đến người dùng chính xác như nó được lưu trữ.

Trang web tĩnh hay trang cố định là trang web được gửi đến trình duyệt web của người dùng chính xác như nó được lưu trữ, trái ngược với trang web động được tạo bởi ứng dụng web.
Do đó, một trang web tĩnh hiển thị cùng một thông tin cho tất cả người dùng, từ mọi bối cảnh, tùy thuộc vào khả năng hiện đại của máy chủ web để gửi nội dung hoặc ngôn ngữ của tài liệu có sẵn các phiên bản đó và máy chủ được cấu hình để làm như vậy.

## Tổng quan
Các trang web tĩnh thường là các tài liệu HTML  được lưu dưới dạng tệp trong hệ thống tệp và được máy chủ web cung cấp qua HTTP (tuy nhiên các URL kết thúc bằng ".html" không phải lúc nào cũng tĩnh). Tuy nhiên, việc giải thích thuật ngữ lỏng lẻo có thể bao gồm các trang web được lưu trữ trong cơ sở dữ liệu và thậm chí có thể bao gồm các trang được định dạng bằng mẫu và được phân phối qua máy chủ ứng dụng, miễn là trang được cung cấp không thay đổi và được trình bày về cơ bản là giống như khi nó được lưu trữ.
Các trang web tĩnh phù hợp với nội dung không bao giờ hoặc hiếm khi cần cập nhật, mặc dù các hệ thống mẫu web hiện đại đang thay đổi điều này. Duy trì số lượng lớn các trang tĩnh vì các tệp có thể không thực tế nếu không có các công cụ tự động, chẳng hạn như trình tạo trang tĩnh. Một cách khác để quản lý các trang tĩnh là các sân chơi mã nguồn được biên dịch trực tuyến, ví dụ GatsbyJS và GitHub có thể được sử dụng để di chuyển một trang web WordPress vào các trang web thống kê. Bất kỳ cá nhân hóa hoặc tương tác nào cũng phải chạy phía máy khách, điều này đang hạn chế.